# 752
| [ Edytuj tabelę ]          |                                                                      |
| Król Asturii               | - 739 Alfons I 757                                                   |
| Cesarz Bizancjum           | - 741 Konstantyn V Kopronim 775                                      |
| Chan Bułgarii              | - 738 Sewar 753                                                      |
| Cesarz Chin                | - 712 Tang Xuanzong 756                                              |
| Król Essexu                | - 746 Swithred 758                                                   |
| Król Franków               | - 751 Pepin Krótki 768                                               |
| Cesarz Japonii             | - 749 Kōken 758                                                      |
| Kalif                      | - 750 As-Saffah 754                                                  |
| Patriarcha Konstantynopola | - 730 Anastazy 754                                                   |
| Król Longobardów           | - 749 Aistulf 756                                                    |
| Król Mercji                | - 716 Aethelbald 757                                                 |
| Król Nortumbrii            | - 737 Eadbert 758                                                    |
| Papież                     | - 741 Zachariasz 752 - 752 Stefan (II) 752 - 752 Stefan II (III) 757 |
| Doża Wenecji               | - 742 Teodato Ipato 755                                              |
| Król Wessexu               | - 740 Cuthred 756                                                    |

Rok 752 / DCCLII
stulecia: VII wiek ~
VIII wiek ~
IX wiek

lata: 742 «
747 «
748 «
749 «
750 «
751 «
752
» 753
» 754
» 755
» 756
» 757
» 762

## Wydarzenia
- 22 marca lub 23 marca – Stefan II został wybrany na papieża elekta. Zmarł przed konsekracją.
- 26 marca – rzymski diakon Stefan został wybrany na papieża.

## Urodzili się
- Damei Fachang – chiński mistrz chan ze szkoły hongzhou (zm. 839)
- Foguang Ruman – chiński mistrz chan szkoły hongzhou (zm. 842)
- Al-Mada'ini, uczony muzułmański i historyk (zm. 843)
- Joannicjusz Wielki, bizantyński teolog (zm. 846)
- Zheng Yin, kanclerz Dynastii Tang (zm. 829)

### data przybliżona
- Irena, cesarzowa bizantyjska (zm. 803)

## Zmarli
- marzec – Zachariasz, papież (ur. 679)
- 25 marca – Stefan II (papież elekt)
- Lupus, książę Spoleto (Włochy)
- Teudebur, władca królestwa Strathclyde (Szkocja)[1]